# Postbridge
Postbridge er en lille landsby der ligger i hjertet af Dartmoor i det engelske county Devon. Den ligger på vejen B3212 mellem Princetown og Moretonhampstead.
Postbridge ligger ved floden East Dart, der er den ene af de primære bifloder til floden Dart, og den består af nogle få huse, en pub, et hotel og et turistcenter for Dartmoor Nationalpark.
Postbridge er kendt for en gammel clapperbro, hvis stenplader fører over floden. Den er første gang nævnt i 1300-tallet, men man antager, at den blev bygget allerede i 1200-tallet for at pakheste med tin kunne krydser floden til byen Tavistock. Broen er fredet af anden grad,
og står ved siden af en bro fra 1780, som ligeledes er fredet af anden grad.
Den er også kendt for historien om historien om de behårede hænder (Hairy Hands), der forårsager trafikuheld.